# فان كليبورن

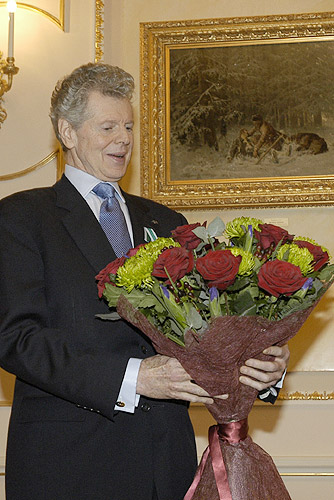
فان كليبورن، جي آر.

هارفي ليفين (بالإنجليزية: Van Cliburn) «فان» كليبورن، جي آر. (18 يوليو 1934 - 27 فبراير 2013) عازف بيانو أمريكي حقق شهرة عالمية عام 1958م عندما كان بعمر الثالثة والعشرين، وهو أول من فاز ببمسابقة تشايكوفسكي العالمية، التي تقام كل أربع سنوات في موسكو (Moscow)، وكان ذلك خلال ذروة الحرب الباردة.

## الحياة العملية
وُلد فان كليبورن في مدينة شريفبورت (Shreveport)، بولاية لويزيانا (Louisiana)، وبدأ حضور دروس لتعلم البيانو بعمر الثالثة تحت إشراف والدته عازفة البيانو السابقة ريلديا بي أوبريان (Rildia Bee O'Bryan)؛ التي درست وتعلمت على يد عازف البيانو وقائد الأوركسترا الروسي أرثر فريدهايم  (Arthur Friedheim)؛ الذي يُعد بدوره أحد تلامذة فرنتس لست (Franz Liszt). وهو في سن السادسة انتقل مع عائلته إلى كيلجور، تكساس وبعمر الثانية عشر فاز بمسابقة البيانو على مستوى الولاية التي أهّلته وأتاحت له فرصة الظهور لأول مرة مع أوركسترا هيوستن. دخل مدرسة جوليارد عندما بلغ السابعة عشر من عمره، ودرس على يد روزينا ليفاين (Rosina Lhévinne)، التي دربته وفقًا لأساليب شعراء العصر الرومانسي الروسي الفريد وتقاليدهم. وفي سن العشرين، فاز كليبورن بجائزة ليفنتريت، بالإضافة إلى عرضه الأول بقاعة كارنيجي.
وكان التقدير والإعجاب الذي حاز عليه كليبورن في موسكو هو خط البداية الذي دفع به إلى الشهرة العالمية. أُقيمت مسابقة تشايكوفسكي العالمية (International Tchaikovsky Competition) الأولى للموسيقى عام 1958 بهدف إظهار تفوق الاتحاد السوفيتي الثقافي خلال الحرب الباردة، وفي أعقاب انتصارهم التكنولوجي بإطلاق أول قمر صناعي سبوتنك (Sputnik) في أكتوبر عام 1957. قابل الجمهور عزف كليبورن لمقطوعة تشايكوفسكي (Pyotr Ilyich Tchaikovsky) الموسيقية كونشرتو للبيانو رقم. 1 وكونشرتو للبيانو رقم. 3 للموسيقى الروسي رخمانينوف في الفقرة الأخيرة من المسابقة بتصفيقٍ حار دائم قرابة الثماني دقائق. وعندما حانت لحظة إعلان اسم الفائز وجد الحكام انفسهم مُلزمين بأخذ الأذن من الزعيم السوفيتي نيكيتا خروتشوف (Nikita Khrushchev) لإعطاء الجائزة الأولى لأمريكي. «هل هو الأفضل؟» سأل خروتشوف. «ثم منحه الجائزة!» عاد كليبورن إلى بلاده وسط موكب احتفالي واستقبالي حاشد بمدينة نيويورك، حيث كانت تلك هي المرة الأولى التي يتم فيها منح الجائزة لعازف موسيقى كلاسيكي. ونُشرت صورته على غلاف مجلة تايم مع إعطائه لقب «عازف تكساس الذي سحق روسيا.»
وفور عودته للولايات المتحدة، ظهر كليبورن في حفلة قاعة كارنيجي عازفًا سيمفونية الهواء (Symphony of the Air)، تحت قيادة المايسترو كيريل كوندراشين (Kirill Kondrashin) الذي قاد أوركسترا موسكو الفلهارمونية في العروض الحائزة على جوائز بموسكو. ثم لاحقًا قامت شركة آر سي إيه فيكتور للتسجيلات الموسيقية بطرح وإطلاق أسطوانات CD وأسطوانات فونوغراف LP في الأسواق لعرض رخمانينوف في هذا الحفل وعزفه لمقطوعته الموسيقية الرائعة كونشرتو البيانو 3. دعى ستيف آلن كليبورن إلى الظهور في برنامج قناة إن بي سي التليفزيوني الشهير آلن برايم تايم، لتقديم عرض موسيقي منفرد في 14 أبريل عام 1958.
ثم وقعت شركة آر سي إيه فيكتور عقدًا حصريًا معه وأصبح تسجيله التالي لمقطوعة تشايكوفسكي كونشرتو بيانو رقم. 1 أول ألبوم كلاسيكي حاصل على جائزة الأسطوانة البلاتينية. حقق الألبوم أعلى المبيعات وأفضلها في العالم لأكثر من عَقْد، وفي النهاية حصل على الجائزة البلاتينية الثلاثية. بالإضافة إلى فوز شريطه التسجيلي بجائزة غرامي عام 1958 لأفضل أداء كلاسيكي. وفي عام 2004، تم إعادة إنتاج الشريط التسجيلي (الألبوم) وتوزيعه من شرائط الأستديو التناظرية الأصلية، وتم طرحه في الأسواق على شكل أسطوانة سوبر أوديو ذات أعلى مستويات الجودة والدقة العالية.
عزف كليبورن وسجل العديد من الألحان (كونشرتو) الشهيرة لعدد من المؤلفين العُظماء مثل رائعة شومان كونشرتو بيانو إن أمينور، ورائعة غريغ كونشرتو بيانو إن أمينور، مقطوعة كونشرتو بيانو رقم 2، للموسيقي الروسي القدير رخمانينوف، رائعتي بيتهوفن كونشرتو بيانو رقم 4 ورقم 5 "الأمبراطور"، وأخيرًا رائعة بروكوفييف كونشرتو بيانو رقم 3.
وفي عام 1958، أثناء حفل عشاء أقامته النقابة المحلية لمُعلمي البيانو، أعلن رئيس النقابة ومؤسسها الدكتور إيرل أليسون عن تحديد مبلغ قدره 10,000 دولار ليتم استخدامه كجائزة نقدية في مسابقة فان كليبورن للبيانو تكريمًا له ولإنجازاته. وتحت قيادة غريس وارد لينكفورد وبفضل الجهود المخلصة المتفانية لمُعلمي الموسيقى المحليين والمطوعيين، أُقيمت مسابقة فان كليبورن الدولية للبيانو للمرة الأولى 24 سبتمبر-7 أكتوبر عام 1962 بجامعة تكساس المسيحية في فورت وورث. وتقوم مؤسسة فان كليبورن باستضافة المسابقة؛ التي تقام كل أربع سنوات ومن ثم اشتهرت المسابقة وعلت مكانتها فأصبحت تنافس مسابقة تشايكوفسكي.[بحاجة لمصدر] لا يزال كليبورن المدير الفخري الشرفي لمؤسسة فان كليبورن، التي تُعد المُضيف الرئيسي للمسابقة وبرامج أُخرى، تكريمًا لإرثه الفني.
عاد كليبورن إلى الاتحاد السوفيتي في عدة مناسبات. عادةً كان يتم تسجيل عروضه الفنية بالإضافة إلى بثها تليفزيونيًا. يظهر رئيس المجلس السوفيتي الأعلى السابق خروتشوف في شريط الفيديو الخاص بعزف كليبورن رائعة تشايكوفسكي كونشرتو بيانو رقم.1 مع أوركسترا موسكو الفلهارمونية تحت قيادة المايسترو كيريل كوندراشين عام 1962، حاضرًا بين الجمهور مشاركًا في التصفيق الحار والحماسي إعجابًا بروعة الأداء. أصدرت شركة آر سي إيه للتسجيلات مؤخرًا أسطوانة عزف كليبورن لرائعة برامس كونشرتو بيانو رقم. 2مع أوركسترا موسكو والمايسترو كوندراشين في الحفل الموسيقي الذي أُقيم عام 1972، فضلاً عن إقامتهم إستديو تسجيل لرائعة رخمانينوف رابسوديا على لحن باغانيني.
في 26 مايو لعام 1972، قدم كليبورن حفلة في سباسو هاوس (Spaso House)؛ مقر إقامة سفير الولايات المتحدة في روسيا وتَضمّن الحضور الرئيس ريتشارد ميلهاوس نيكسون (Richard M. Nixon)، وزير الخارجية وليام روجرز (William P. Rogers)، ورؤساء حكومة الاتحاد السوفيتي.
قدم كليبورن وسجل العديد من العروض الفنية خلال فترة السبعينات من القرن العشرين 1970s، ولكن في عام 1978، وبعد وفاة والداه ومديره ابتعد كليبورن واعتزل الحياة العامة لفترة. وفي عام 1987، تمت دعوته للعزف في البيت الأبيض في حضور الرئيس رونالد ريغان والرئيس السوفيتي ميخائيل غورباتشوف ثم بعد ذلك تلقى دعوة ليفتتح حفل الذكرى السنوية المائة لقاعة كارنيجي. وفي عام 1994، ظهر كليبورن كضيف شرف في المسلسل الكرتوني الرجل الحديدي، عازفًا في حلقة بعنوان «الصمت رفيقي، الموت مصيري ووجهتي». الآن وهو في أواخر السبعين من عمره، لا يزال يقدم كل عام عددًا محدودًا من العروض الفنية محققًا نجاحًا هائلاً حيث يقابلها الجمهور بالتصفيق والهتاف الحار. شارك كليبورن كفنان في سلسلة حلقات عازفيين بنينجتون العظماء مع أوركسترا بانتون رودج عام 2006. كما قدم عروضًا فنيةً للعديد من الأُسر الملكية والرؤساء من عشرات الدول، بالإضافة إلى عزفه أمام رؤساء الولايات المتحدةجميعهم بدايةً مندوايت أيزنهاور وصولاً إلى باراك أوباما.
يبدأ كليبورن جميع حفلاته الموسيقية بعزف النشيد الوطني الأمريكي.

## التكريمات

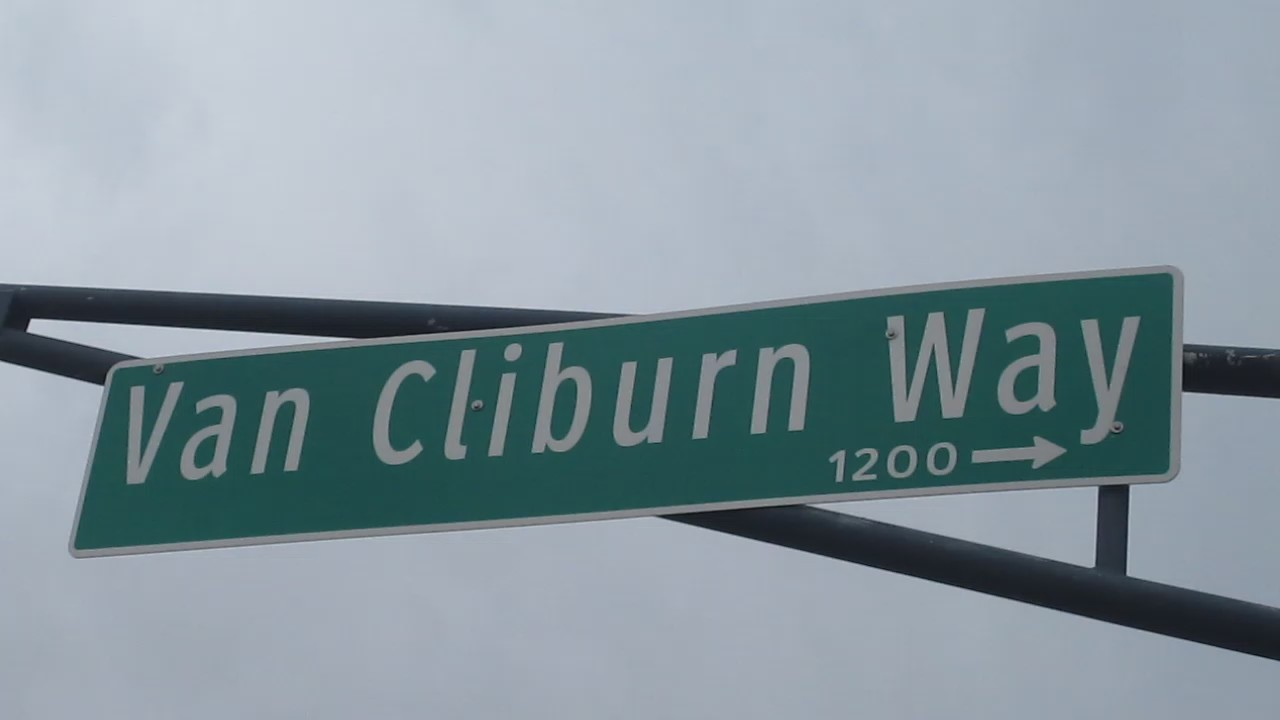
طريق فان كليبورن في فورت وورث المنطقة الثقافية

حاز كليبورن على جائزة مركز كينيدي عام 2001 ومنحه الرئيس جورج دبليو بوش (George W. Bush) وسام الحرية الرئاسي عام 2003 في أكتوبر عام 2004، حصل على وسام الصداقة الروسي؛ أعلى جائزة تُمنح للمواطنيين المدنيين الأجانب في كلتا الدولتيين. وفي نفس العام، حاز أيضًا على جائزة الغرامي لأفضل إنجاز وعزف في الحفل المفاجئ الذي أُقيم احتفالاً بعيد ميلاد وزيرة الخارجية الأمريكية الخمسين كونداليزا رايز (Condoleezza Rice). كان كليبورن عضوًا في أخوية ألفا تشي بأوركسترا في مو ألفا (Phi Mu Alpha Sinfonia)، وحصل على جائزة الأخوية جائزة تشارلز إي لوتون لأفضل موسيقي عام 1962. منحه الرئيس باراك أوباما الميدالية الوطنية للفنون لعام 2010.

## الحياة الشخصية
وفي عام 1998، ورد اسمه في دعوى قضائية رفعها ضده الحانوتي توماس زاريمبا (Thomas Zaremba) شريكه في السكن المزعوم؛ الذي عاش معه لمدة سبعة عشر عامًا. خلال الدعوى، زعم زاريمبا استحقاقه لجزء من راتب كليبورن وممتلكاته وأصوله استمر في إلقاء التهم زاعمًا أنه ربما قد تعرض لفيروس العوز المناعي البشري وأنه يعاني من ضائقة انفعالية. ومن ثم تم صرف الادعاءات جميعها من قبل محكمة الاستئناف حيث لا يمكن الحكم في قضايا النفقة بولاية تكساس إلا إذا كان هناك إتفاق مكتوب يثبت وجود علاقة بين الطرفين ويحدد حقوقهما.
يُعرف كليبورن بطواف الليل (night owl) حيث كان يطيل السهر حيث كان يستمر في التدريب والتمرين حتى الرابعة: والنصف أو الخامسة صباحًا، مستيقظًا حوالي الساعة الواحدة: والنصف مساءً. «تشعر كأنك وحيد والعالم نائم، وأن ذلك لشيء ملهم وحماسي للغاية.»
وفي 27 أغسطس لعام 2012، أعلن وكيل الدعاية والإعلان الخاص به إصابة كليبورن بسرطان العظام المتقدِّم. وهو حاليًا يخضع للعلاج وينعم بالراحة في منزله بفورت وورث، ولاية تكساس، حيث يتلقى الرعاية والاهتمام على مدار الساعة. هذا وقد توفي كليبورن في 27 من شهر شباط فبراير عام 2013.

## وصلات خارجية
- The Van Cliburn Foundation
- Van Cliburn 1958 Time magazine, cover image
- مرات الظهور على سي-سبان
- أخبار مُجمّعة وتعليقات عن فان كليبورن في موقع صحيفة نيويورك تايمز.
- فان كليبورن على موقع IMDb (الإنجليزية)
- فان كليبورن على موقع الموسوعة البريطانية (الإنجليزية)
- فان كليبورن على موقع مونزينجر (الألمانية)
- فان كليبورن على موقع ميوزك برينز (الإنجليزية)
- فان كليبورن على موقع إن إن دي بي (الإنجليزية)
- فان كليبورن على موقع أول ميوزيك (الإنجليزية)
- فان كليبورن على موقع ديسكوغز (الإنجليزية)
- فان كليبورن على موقع قاعدة بيانات الفيلم (الإنجليزية)